# Vojne Unixov
Vojne Unixov (angleško Unix war) je izraz za prizadevanja prodajalcev računalniškega operacijskega sistema Unix v poznih 1980-ih in zgodnjih 1990-ih za ureditev prihodnjega standarda za Unix. V splošnem so škodovala tržni sprejemljivosti Unixa in zaradi njih je nastala tržna niša s katero se je povzpel Windows NT.
Sredi 1980-ih sta obstajali dve običajni različici Unixa, BSD z Univerze Kalifornije v Berkeleyju, in System V (SysV) iz AT&T. Obe sta bili izpeljanki iz zgodnejše Unixove različice Version 7, vendar sta se že precej razhajali. Ta spor je bil včasih znan tudi kot »Vojne UNIX-ov«. Poleg tega se je do neke mere tudi različica Unixa posameznega prodajalca razlikovala od drugih.
V letu 1984 je skupina prodajalcev tvorila skupino za odprto standardizacijo X/Open z namenom izgraditi združljive odprte sisteme. Odločili so se da bo njihov sistem temeljil na Unixu.
X/Open je pritegnil pozornost AT&T. Zaradi povečanja poenotenosti Unixa sta AT&T ter vodilni Unixov dobavitelj BSD Sun Microsystems leta 1987 začela delati na poenotenem sistemu. Izvedljivost takšnega pristopa je prikazal nekaj let pred tem Balistični raziskovalni laboratorij (BRL) ameriške kopenske vojske z okoljem System V za BSD Unix. To je bilo na koncu izdano kot System V Release 4 (SVR4).
Čeprav so to odločitev potrošniki in trgovinski tisk pozdravili, se je Sun bal neupravičenega pospeševanja kakšne druge Unixove licence. Leta 1988 so ustanovili Open Software Foundation (OSF). Istega leta so AT&T in druga skupina licenc odgovorili z ustanovitvijo Unix International (UI). Tehnična vprašanja so kmalu prešla v ozadje zaradi pokvarjenega in javnega komercialnega tekmovanja med dvema »odprtima« različicama Unixa z X/Open na sredi.
Marca 1993 so glavni člani UI in OSF tvorili zvezo Common Open Software Environment (COSE), s katero so učinkovito naznačili konec najpomembnejšega obdobja vojne Unixov. Junija je AT&T prodal svoj premoženjski delež pri Unixu korporaciji Novell, oktobra pa je Novell prenesel znamko Unixa k X/Open. Naslednje leto sta se UI in OSF združila pod skupnim imenom OSF.
Leta 1996 sta se združila X/Open in novi OSF ter tvorila The Open Group. Za delo COSE, kot je Single UNIX Specification, trenutni standard za Unix, sedaj odgovarja The Open Group. Vseeno pa so tržnemu ugledu Unixa prizadejali škodo.
Od tedaj se je pojavilo več Unixovih frakcij. Na primer zveza HP/SCO »3DA« leta 1995 in Project Monterey leta 1998, poskus IBM, SCO, Sequenta in Intela, kateremu je sledilo pravdanje (SCO proti IBM) med IBM in novim SCO, nekdanjo Caldero.
Kot neodvisni operacijski sistem podoben Unixu se je v obdobju 1989 do 1994 pojavil BSD z očiščeno kodo, avtorsko zaščiteno od AT&T. V tem času je nastalo več odprtokodnih izpeljank BSD. Prva je bila 386BSD iz leta 1992, kmalu pa sta ji sledili FreeBSD in NetBSD. OpenBSD se je pojavil leta 1995/1996 zaradi nesoglasij kot stranska veja NetBSD.